# Woerd (Gelderland)
Woerd is een buurtschap in de Nederlandse gemeente West Maas en Waal, gelegen in de provincie Gelderland. Het ligt ten noorden van Blauwesluis. Het hoort bij het dorp Altforst.
Hoofdplaats: Beneden-Leeuwen

Dorpen: Alphen · Altforst · Appeltern · Boven-Leeuwen · Dreumel · Maasbommel · Wamel

Buurtschappen: Blauwesluis · De Tuut · Greffeling · Moordhuizen · Nieuwe Schans · Oude Maasdijk · Woerd

Gelderland: Steden en dorpen in Gelderland      Nederland: Provincies · Gemeenten